# Вчера, сегодня, завтра
«Вчера, сегодня, завтра» (итал. Ieri, oggi, domani) — итальянский фильм режиссёра Витторио Де Сика, вышедший на экраны в 1963 году. В 1965 году награждён премией «Оскар» за лучший иностранный фильм.
Фильм состоит из трёх новелл, происходящих в трёх крупнейших городах Италии (Неаполь, Рим и Милан). Во всех сценах играют Софи Лорен и Марчелло Мастроянни.

## Сюжет
Первый эпизод, названый Аделина, был написан Эдуардо де Филиппо. Эта история началась в 1954 году в Неаполе в испанском квартале. Торговка контрабандными сигаретами, Аделина Сбаратти, которая, чтобы её не арестовали, снова и снова становится матерью. После рождения седьмого сына супруг главной героини — Кармине — измотан и доведен до истощения, и Аделине приходится решать — завести ребенка от другого мужчины или идти в тюрьму.
Автора вдохновила реальная история, произошедшая с неаполитанской контрабандисткой Кончеттой Муккарди: чтобы не идти в тюрьму, она 19 раз беременела и родила 7 сыновей. Она продолжала продавать контрабандные сигареты, пока не умерла 21 ноября 2001 года в возрасте 78 лет.
Второй эпизод назван Анна, был создан по мотивам рассказа Альберто Моравиа и повествует об одной богатой синьоре из Милана, у которой любовная интрижка с мужчиной скромного достатка. Встретившись утром воскресенья они едут за город на новеньком «Роллс-Ройсе» Анны, врезаясь на каждом перекрёстке в стоящие впереди машины. Анна была готова сбежать с Ренцо, но размечтавшийся Ренцо едва не сбивает на дороге ребёнка, испортив любимый «Роллс-Ройс» Анны. Анна уезжает со встреченным попутчиком за техпомощью, оставив Ренцо охранять машину. Эта история заставляет иначе взглянуть на свои взаимоотношения и Ренцо, и Анну. В результате небольшого жизненного происшествия герой видит истинное лицо своей пассии — перед ним предстаёт глуповатая, эгоистичная и меркантильная дамочка, выше всего ценящая комфорт, внимание мужчин и богатство. Ренцо теперь и сам не понимает, как он мог любить подобное существо.
Третий эпизод назван Мара, был написан Чезаре Дзаваттини и рассказывает о роскошной проститутке из Рима, живущей на Пьяцца Навона напротив террасы ученика духовной семинарии, который живёт со своей сварливой бабушкой. Старуха сразу всё понимает про Мару, но влюблённый семинарист думает, что Мара — маникюрша, к которой ходит много клиентов. Сначала это забавляет Мару, но она понимает свою ошибку, когда Умберто угрожает отказаться от дальнейшего обучения и вступить в Иностранный легион. И она даёт обет целомудрия на целую неделю в тот момент, когда приехавший к ней любовник уже готов задушить её в порыве страсти. 

Одна из знаменитых сцен фильма — сцена стриптиза Мары (Софи Лорен) перед глазами изголодавшегося клиента из Болоньи (Мастроянни). Эта сцена была снова представлена в фильме Роберта Олтмена «Высокая мода» спустя 30 лет, в ироническом ключе, также с Софи Лорен и Марчелло Мастроянни.

## В ролях
- Софи Лорен — Аделина Сбарати / Анна Мольтени / Мара (озвучивала Серафима Холина)
- Марчелло Мастроянни — Кармине Сбарати / Ренцо / Аугусто Рускони
- Альдо Джуффре — Паскуале Нарделла (новелла «Аделина»)
- Агостиньо Сальветти — доктор Вераче (новелла «Аделина»)
- Лино Матерра — Амедио Скапици (новелла «Аделина»)
- Текла Скарано — сестра Вераче (новелла «Аделина»)
- Сильвия Монелли — Эльвира Нарделла (новелла «Аделина»)
- Карло Крокколо — аукционер (новелла «Аделина»)
- Армандо Тровайоли — Джорджо Феррарио (новелла «Мара»)
- Тина Пика — бабушка Феррарио (новелла «Мара»)
- Джианни Ридольфи — Умберто (новелла «Мара»)
- Дженаро ди Грегорио — дедушка (новелла «Мара»)

## Премии и награды
- 1964 — премия «Оскар» за лучший фильм на иностранном языке[1].
- 1964 — три премии «Давид ди Донателло»: лучший актёр (Марчелло Мастроянни), лучшая актриса (Софи Лорен), лучшее продюсирование (Карло Понти).
- 1964 — премия «Золотой глобус» имени Сэмюэля Голдвина, а также номинация в категории «лучший иностранный фильм».
- 1964 — попадание в список лучших иностранных фильмов года по версии Национального совета кинокритиков США.
- 1964 — две номинации на премию «Серебряная лента»: лучшая актриса (Софи Лорен), лучшая операторская работа в цветном фильме (Джузеппе Ротунно).
- 1965 — премия BAFTA в категории «лучший иностранный актёр» (Марчелло Мастроянни).